# Jingle Bell Rock
"Jingle Bell Rock" é uma canção gravada inicialmente por Bobby Helms em 1957 com grande sucesso. Ao longo dos anos a canção recebeu várias versões diferentes de diversos artistas.
O cover mais notável da canção foi do grupo Bill Haley & His Comets,  Por ter sido interceptado pela gravadora, o single foi liberada quase 30 anos depois, nos anos 1990.
A cantora Brenda Lee também lançou a canção em 1964 e novamente em 1967, entrando para a parada Billboard Hot 100.
Vários artistas também gravaram covers de Jingle Bell Rock, como Girls Aloud, Hilary Duff, Chris Brown e Lindsay Lohan.
Em 1960, Celly Campello criou uma versão em língua portuguesa com a seguinte letra:
"Jingle Bell, jingle Bell, jingle Bell rock
Tudo é beleza, tudo é amor
Natal é festa pra gente cantar
É uma festa para o lar
Jingle Bell, jingle Bell, jingle Bell rock
Sinos cantando noite feliz
Papai Noel vindo nos visitar
Que alegria dá
Se o coração você privou
E não tiver o mal
Você viver e vai sempre ter
A vida toda num feliz Natal
Chegou natal é noite feliz
Sinos a bimbalhar
E a dizer sempre a repetir
Tenha um feliz natal."
Em 2020, Paula Fernandes lançou uma nova versão: "Jingle Bell e Natal Rock", cuja letra destaca as características do Natal brasileiro e uma parceria com a marca Guaraná Antarctica.

## Versão Original
Em 13 de dezembro de 1957 o single Jingle Bell Rock foi lançado Bobby Helms. O cantor, antes conhecido por cantar country e jazz, vinha de uma carreira de estável, sendo seu último single Fräulein.
Jingle Bell Rock, lançado próximo ao Natal, trazia no título e em algumas partes da letra trechos à velha canção, Jingle Bell, e referencias de outro sucesso natalino, Rock Around the Clock, de 1950. O single chegou ao primeiro lugar nas rádios, sendo o mais famoso de Bobby Helms.
O single foi re-gravado pelo cantor em seu álbum Kapp, de1965 e novamente em 1967 em Little Darlin. Em 1970 o cantor bateu o récorde de single mais executado por mais tempo. Em 1970 foi incluida novamente no álbum Ashley do cantor. No mesmo ano Jingle Bell Rock  bateu o próprio récorde de mais canção executada .
Em 1983 Bobby Helms voltou a bater o récorde de canção mais executada no Natal com "Jingle Bell Rock". Ainda em 1983 Bobby Helms voltou aos estúdios para regravar o single e lança-lo como sua última gravação no álbum Black Rose.